# Saison 4 de Revenge
Chronologie
Saison 3
Cet article présente les épisodes de la quatrième et dernière saison de la série télévisée américaine Revenge.

## Généralités
- Le 9 mai 2014, la série a été officiellement renouvelée pour une quatrième saison par le réseau ABC[1].
- Au Canada, la série est diffusée en simultané sur le réseau City.
- En France, elle est diffusée en version originale sous-titrée française, quelques jours après la diffusion américaine dès le 5 octobre 2014 sur Canal+ Séries[2]. En VF sur Canal+ Family dès le 31 mai 2015. Elle est ensuite diffusée en clair sur NT1 du 1er mars au 19 avril 2016.
- Au Québec, elle est diffusée en version française à partir du 14 avril 2015 à la Télévision de Radio-Canada.
- En Belgique, elle est diffusée en version française à partir du 10 juin 2016 sur RTL-TVI.

## Synopsis de la saison
6 mois se sont écoulés, Emily a fait interner Victoria, Conrad est mort. Emily vit désormais dans le Manoir Grayson qu'elle a racheté, et elle décide d'organiser le Mémorial Day. Victoria s'enfuit de l'hôpital où elle était internée contre sa volonté et va chez Emily Thorne. Elle quitte ensuite la maison et se fait enlever par David Clarke.

## Distribution

### Acteurs principaux
- Emily VanCamp (VF : Chantal Macé) : Emily Thorne (née Amanda Clarke)
- Madeleine Stowe (VF : Martine Irzenski) : Victoria Harper-Grayson
- Joshua Bowman (VF : Damien Ferrette) : Daniel Grayson (épisodes 1 à 11)
- Nick Wechsler (VF : Stéphane Pouplard) : Jack Porter
- Gabriel Mann (VF : Olivier Augrond) : Nolan Ross
- Christa B. Allen (VF : Chloé Berthier) : Charlotte Grayson-Clarke (épisodes 1 à 6, invitée 22 et 23)
- Karine Vanasse (VF : elle-même) : Margaux LeMarchal
- James Tupper (VF : Éric Aubrahn) : David Clarke[3]
- Brian Hallisay (VF : Rémi Bichet) : Ben Hunter[4]
- Elena Satine (VF : Céline Ronté) : Louise Ellis[5],[6]

### Acteurs récurrents et invités
- Yeardley Smith  : Phyllis[7] (épisode 1)
- Nestor Serrano (VF : Jean Barney) : Edward Alvarez[8] (épisodes 4 à 11)
- Courtney Ford (VF : Sara Viot) : Kate Taylor[9] (épisodes 8 à 11)
- Tommy Flanagan (VF : Thierry Mercier) : Malcolm Black[10] (épisodes 11 à 13)
- Sebastian Pigott (VF : Valéry Schatz) : Lyman Ellis, frère de Louise[11] (épisodes 12 à 16)
- Gina Torres (VF : Annie Milon) : Nathalie Waters[12] (épisodes 14 à 16)
- Kim Richards : Stephanie[13] (épisode 14)
- Gail O'Grady (VF : Micky Sebastian) : Stevie Grayson (épisodes 17, 18 et 21)
- Courtney Love (VF : Marie-Brigitte Andreï)  : White Gold[14] (épisodes 18 et 22)
- Roger Bart (VF : Vincent Ropion) : Mason Treadwell (épisodes 21 et 22)
- Emily Alyn Lind : Young Amanda  (épisode 22)
- Tom Amandes : Lawrence Stamberg[15] (épisode 22)

## Épisodes

### Épisode 1:Renaissance
- États-Unis /  Canada : 28 septembre 2014 sur ABC[16] / City[17]
- France :
  - 5 octobre 2014 sur Canal+ Séries (en VOSTF)[2]
  - 31 mai 2015 sur Canal+ Family (en VF)[18]
  - 1er mars 2016 sur NT1
- Québec : 14 avril 2015 sur Radio-Canada[19]
- Suisse : 25 juillet 2015 sur RTS Un

- États-Unis : 5,14 millions de téléspectateurs[20] (première diffusion)
- Québec : 702 000 téléspectateurs[21] (première diffusion + différé 7 jours)
- France : 450 000 téléspectateurs[22](première diffusion en clair)

- Elena Satine (Louise Ellis)
- Yeardley Smith (Phyllis)
- Alicia Lagano (Nancy)
- Ned Vaughn (Dennis Foley)
- Allison McAtee (Jennifer Foley)

Emily vit maintenant dans le Manoir des Grayson qu'elle a acheté. Elle décide d'organiser la fête annuelle du Memorial Day déclarant que ses plans de revanche sont finis. Pourtant, Nolan n'est pas si certain qu'elle soit prête à tourner la page. Margaux confronte Daniel et lui demande pourquoi il n'a pas voulu continuer leur partenariat sans donner d'explications. Jack se lance dans une nouvelle carrière : la police. Emily invite une femme qu'elle vient de percuter en voiture, à sa fête du Memorial Day. Charlotte ne pardonne pas à Jack. Victoria arrive à avoir un téléphone par une autre internée. La famille de Victoria n'est pas au courant qu'elle est en psychiatrie. Emily retourne dans son ancienne maison et caché dans l'ombre on aperçoit David. Au manoir a lieu la soirée du Mémorial Day. Daniel vend sa voiture de luxe. Au Memorial Day, Charlotte prend de la drogue avec Gidéon. Jack et son supérieur la surprenne mais Jack la défend et ne l'arrête pas. En psychiatrie, Victoria trouve une idée pour s'échapper et mettre la panique dans l'établissement. Nolan rapporte à Margaux l'état de Gidéon. Emily venge la femme qu'elle a percuté en voiture, Nancy, et qui a perdu son mari. Nolan ne comprend pas pourquoi Emily s'occupe de cela. Daniel avoue à Margaux qu'il a couché avec la rouquine qui est morte dans son lit d'une overdose. Alors il lui dit que Gidéon a pris une photo pour le pousser à démissionner. Margaux veut coincer son frère et lui dit que Charlotte est amie avec Gidéon. 

### Épisode 2:À découvert
- États-Unis /  Canada : 5 octobre 2014 sur ABC / City
- France :
  - 12 octobre 2014 sur Canal+ Séries (en VOSTF)
  - 31 mai 2015 sur Canal+ Family (en VF)
  - 1er mars 2016 sur NT1
- Québec : 21 avril 2015 sur Radio-Canada
- Suisse : 25 juillet 2015 sur RTS Un

- États-Unis : 5,27 millions de téléspectateurs[23] (première diffusion)
- Québec : 648 000 téléspectateurs[24] (première diffusion + différé 7 jours)
- France : 450 000 téléspectateurs[25](première diffusion en clair)

- Brian Hallisay (Ben Hunter)
- Daniel Zovatto (Gideon LeMarchal)
- Jean-Christophe Febbrari (Francois)
- Christopher Grove (Jerry Thomas)
- Kamala Jones (Vanessa)
- Aria Pullman (Brunette)

### Épisode 3:Passé décomposé
- États-Unis /  Canada : 12 octobre 2014 sur ABC / City
- France :
  - 19 octobre 2014 sur Canal+ Séries (en VOSTR)
  - 31 mai 2015 sur Canal+ Family (en VF)
  - 8 mars 2016 sur NT1
- Québec : 28 avril 2015 sur Radio-Canada
- Suisse : 1er août 2015 sur RTS Un

- États-Unis : 4,66 millions de téléspectateurs[26] (première diffusion)
- Québec : 613 000 téléspectateurs[27] (première diffusion + différé 7 jours)
- France : 480 000 téléspectateurs[28](première diffusion en clair)

### Épisode 4:Choc
- États-Unis /  Canada : 19 octobre 2014 sur ABC / City
- France : 
  - 26 octobre 2014 sur Canal+ Séries (en VOSTF)
  - 7 juin 2015 sur Canal+ Family (en VF)
  - 8 mars 2016 sur NT1
- Québec : 5 mai 2015 sur Radio-Canada
- Suisse : 1er août 2015 sur RTS Un

- États-Unis : 5 millions de téléspectateurs[29] (première diffusion)
- Québec : 636 000 téléspectateurs[30] (première diffusion + différé 7 jours)
- France : 480 000 téléspectateurs[31](première diffusion en clair)

### Épisode 5:Répercussions
- États-Unis /  Canada : 26 octobre 2014 sur ABC / City
- France : 
  - 2 novembre 2014 sur Canal+ Séries (en VOSTF)
  - 7 juin 2015 sur Canal+ Family (en VF)
  - 8 mars 2016 sur NT1
- Québec : 12 mai 2015 sur Radio-Canada
- Suisse : 8 août 2015 sur RTS Un

- États-Unis : 4,32 millions de téléspectateurs[32] (première diffusion)
- Québec : 548 000 téléspectateurs[33] (première diffusion + différé 7 jours)
- France : 480 000 téléspectateurs[34](première diffusion en clair)

### Épisode 6:Dérapages
- États-Unis /  Canada : 2 novembre 2014 sur ABC / City
- France : 
  - 9 novembre 2014 sur Canal+ Séries (en VOSTF)
  - 14 juin 2015 sur Canal+ Family (en VF)
  - 15 mars 2016 sur NT1
- Québec : 19 mai 2015 sur Radio-Canada
- Suisse : 8 août 2015 sur RTS Un

- États-Unis : 4,67 millions de téléspectateurs[35] (première diffusion)
- Québec : 675 000 téléspectateurs[36] (première diffusion + différé 7 jours)
- France : 400 000 téléspectateurs[37](première diffusion en clair)

À son réveil, Charlotte est séquestrée par l'inconnu. Ils se battent et dans la bagarre, un accident se produit.

### Épisode 7:Embuscade
- États-Unis /  Canada : 9 novembre 2014 sur ABC / Omni Television[38]
- France : 
  - 16 novembre 2014 sur Canal+ Séries (en VOSTF)
  - 14 juin 2015 sur Canal+ Family (en VF)
  - 15 mars 2016 sur NT1
- Québec : 26 mai 2015 sur Radio-Canada
- Suisse : 15 août 2015 sur RTS Un

- États-Unis : 5,26 millions de téléspectateurs[39] (première diffusion)
- Québec : 585 000 téléspectateurs[40] (première diffusion + différé 7 jours)
- France : 430 000 téléspectateurs[41](première diffusion en clair)

- Carolyn Hennesy (Penelope Ellis)
- Charles Shaughnessy (Charles Dawson)
- Rebecca Tilney (Buffy Van Pelt)

### Épisode 8:Contact
- États-Unis /  Canada : 16 novembre 2014 sur ABC / City
- France : 
  - 23 novembre 2014 sur Canal+ Séries (en VOSTF)
  - 21 juin 2015 sur Canal+ Family (en VF)
  - 15 mars 2016 sur NT1
- Québec : 2 juin 2015 sur Radio-Canada
- Suisse : 15 août 2015 sur RTS Un

- États-Unis : 5,23 millions de téléspectateurs[42] (première diffusion)
- Québec : 640 000 téléspectateurs[43] (première diffusion + différé 7 jours)
- France : 400 000 téléspectateurs[44](première diffusion en clair)

- Nestor Serrano (Chef Edward Alvarez)
- Courtney Ford (Agent Kate Taylor)

David réanime Victoria sous les yeux d'Emily. Margaux et Louise deviennent de vraies ennemies. Jack parle à Nolan de l'inconnu retrouvé dans la chambre d'hôtel, Emily a bien placé le couteau chez lui après que Charlotte l'a tué. Victoria est toujours à l'hôpital, Louise lui rend visite et a une vision de sa mère. On apprend qu'elle veut tomber enceinte de Daniel. Un nouvel agent de police arrive et travaille avec Jack. Margaux laisse un mot sur à Daniel pour qu'il la rejoigne dans sa chambre mais c'est en fait Louise qui le piège. Nolan est maintenant propriétaire d'un bar, Margaux lui demande d'ouvrir le casier de Louise Ellis. On sait l'identité de l'inconnu : Vince Vogh. La nouvelle agent de police , Kate Taylor, trouve la personne qui a essayé de renverser David, qui est la même personne retrouvée dans l'hôtel. Emily et David peuvent enfin se parler. David lui dit qu'il n'a pas pris les photos. Victoria se laisse mourir pour interrompre la discussion entre Emily et son père mais redevient consciente. Kate a des questions pour David : elle lui parle de Vince mais nie le connaitre (c'est faux et on apprend que c'est Vince qui a pris les photos). On accuse Vince d'avoir tué Conrad.

### Épisode 9:Infiltration
- États-Unis /  Canada : 30 novembre 2014 sur ABC / City
- France : 
  - 7 décembre 2014 sur Canal+ Séries (en VOSTF)
  - 21 juin 2015 sur Canal+ Family (en VF)
  - 22 mars 2016 sur NT1
- Québec : 9 juin 2015 sur Radio-Canada
- Suisse : 22 août 2015 sur RTS Un

- États-Unis : 4,08 millions de téléspectateurs[45] (première diffusion)
- Québec : 628 000 téléspectateurs[46] (première diffusion + différé 7 jours)
- France : 390 000 téléspectateurs[47](première diffusion en clair)

### Épisode 10:Les Fautes du père
- États-Unis /  Canada : 7 décembre 2014 sur ABC[48] / City
- France : 
  - 14 décembre 2014 sur Canal+ Séries (en VOSTF)
  - 28 juin 2015 sur Canal+ Family (en VF)
  - 22 mars 2016 sur NT1
- Québec : 16 juin 2015 sur Radio-Canada
- Suisse : 22 août 2015 sur RTS Un

- États-Unis : 4,60 millions de téléspectateurs[49] (première diffusion)
- Québec : 688 000 téléspectateurs[50] (première diffusion + différé 7 jours)
- France : 440 000 téléspectateurs[51](première diffusion en clair)

Daniel et Margaux ont du mal à recoller les morceaux. Emily fait des recherches sur Kate Taylor car elle pense que c'est elle qui aurait tué Pete. Emily va dans la chambre de Kate et pose des caméras. Nolan essaie de redevenir ami avec Louise. David retrouve un ex prisonnier qui lui donne un poison intracable. Kate va voir Victoria et sait que c'est elle qui a envoyé la photo d'Emily Thorne : Victoria lui demande qu'on la laisse en paix avec David et qu'Emily les laisse tranquille une bonne fois pour toutes. Nolan et Emily espionnent Kate et s'aperçoivent qu'elle a un téléphone privée avec brouilleur. Margaux avoue à Victoria qu'elle est enceinte. Louise vient à la fête de Nolan, David parle en secret à Emily durant la fête et pense qu'il travaille seul pour retrouver Malcolm. Kate et Jack arrivent et se présentent à Emily. Nolan renverse son verre sur Kate et Emily lui vole son téléphone privé. Kate s'en aperçoit et sait qu'Emily est Amanda, elle lui dit que Malcolm détient sa mère, qu'elle travaille pour lui et qu'elle est aussi surveillée. David empoisonne le verre de Victoria. Daniel a des flash des moments passés avec son père. Margaux a besoin de Daniel et le rappelle à ses côtés. Dans la maison de David, Victoria ne boit pas mais dit à David qu'elle l'a trahi en volant son ordinateur et en le donnant à Conrad, elle lui demande pardon. 
- Finale de la saison automne 2014[48].
- Dernière apparition d'Henry Czerny (Conrad).

### Épisode 11:Épitaphe
- États-Unis /  Canada : 4 janvier 2015 sur ABC / City
- France : 
  - 11 janvier 2015 sur Canal+ Séries (en VOSTF)
  - 28 juin 2015 sur Canal+ Family (en VOSTF)
  - 1er juillet 2015 sur Canal+ (en VF) (vers 9 h du matin)
  - 22 mars 2016 sur NT1
- Québec : 23 juin 2015 sur Radio-Canada
- Suisse : 29 août 2015 sur RTS Un

- États-Unis : 3,97 millions de téléspectateurs[52] (première diffusion)
- Québec : 586 000 téléspectateurs[53] (première diffusion + différé 7 jours)
- France : 400 000 téléspectateurs[54](première diffusion en clair)

### Épisode 12:Folie
- États-Unis /  Canada : 11 janvier 2015 sur ABC / City
- France : 
  - 18 janvier 2015 sur Canal+ Séries (en VOSTF)
  - 5 juillet 2015 sur Canal+ Family (en VF)
  - 29 mars 2016 sur NT1
- Québec : 30 juin 2015 sur Radio-Canada
- Suisse : 29 août 2015 sur RTS Un

- États-Unis : 3,67 millions de téléspectateurs[55] (première diffusion)
- Québec : 610 000 téléspectateurs[56] (première diffusion + différé 7 jours)
- France : 560 000 téléspectateurs[57](première diffusion en clair)

- Tommy Flanagan (Malcolm Black)
- Sebastian Pigott (Lyman Ellis)

### Épisode 13:Enlèvement
- États-Unis /  Canada : 18 janvier 2015 sur ABC / City
- France : 
  - 25 janvier 2015 sur Canal+ Séries (en VOSTF)
  - 5 juillet 2015 sur Canal+ Family (en VF)
  - 29 mars 2016 sur NT1
- Québec : 7 juillet 2015 sur Radio-Canada
- Suisse : 5 septembre 2015 sur RTS Un

- États-Unis : 4,09 millions de téléspectateurs[58] (première diffusion)
- Québec : 573 000 téléspectateurs[59] (première diffusion + différé 7 jours)
- France : 610 000 téléspectateurs[60](première diffusion en clair)

- Tommy Flanagan (Malcolm Black)
- Carolyn Hennesy (Penelope Ellis)

### Épisode 14:La Volonté d'une mère
- États-Unis /  Canada : 25 janvier 2015 sur ABC / City
- France : 
  - 1er février 2015 sur Canal+ Séries (en VOSTF)
  - 12 juillet 2015 sur Canal+ Family (en VF)
  - 29 mars 2016 sur NT1
- Québec : 14 juillet 2015 sur Radio-Canada
- Suisse : 5 septembre 2015 sur RTS Un

- États-Unis : 3,76 millions de téléspectateurs[61] (première diffusion)
- Québec : 628 000 téléspectateurs[62] (première diffusion + différé 7 jours)
- France : 600 000 téléspectateurs[63](première diffusion en clair)

- Gina Torres (Natalie Waters)
- Carolyn Hennesy (Penelope Ellis)
- Sebastian Pigott (Lyman)
- Ed Quinn (James Allen)
- John Barbolla (Chief Nelson)
- Danielle Rayne (Heather)
- Kim Richards (Stephanie)
- Jennifer Birmingham Lee (Maria)
- Rod McCary (Juge Miller)
- Don Fischer (Maire Laken)

### Épisode 15:Coup monté
- États-Unis /  Canada : 8 mars 2015 sur ABC / City
- France : 
  - 15 mars 2015 sur Canal+ Séries (en VOSTF)
  - 12 juillet 2015 sur Canal+ Family (en VF)
  - 5 avril 2016 sur NT1
- Québec : 21 juillet 2015 sur Radio-Canada
- Suisse : 12 septembre 2015 sur RTS Un

- États-Unis : 4,89 millions de téléspectateurs[64] (première diffusion)
- Québec : 634 000 téléspectateurs[65] (première diffusion + différé 7 jours)
- France : 480 000 téléspectateurs[66](première diffusion en clair)

- Sebastian Pigott (Lyman Ellis)
- Gina Torres (Natalie Waters)
- James Allen (Ed Quinn)
- Kal Bennett (Simone)
- Lola Glaudini (Susan Luke)
- Danielle Rayne (Heather)
- Matthew Yang King (Agent Lin)
- Joe Souza (Realtor)
- Phil Abrams (Estate Lawyer)
- Julissa Calderon (Waitress)
- Al Carabello (Bartender)
- Brad Gerry (Casey)

### Épisode 16:Acharnement
- États-Unis /  Canada : 15 mars 2015 sur ABC / City
- France : 
  - 22 mars 2015 sur Canal+ Séries (en VOSTF)
  - 19 juillet 2015 sur Canal+ Family (en VF)
  - 5 avril 2016 sur NT1
- Québec : 28 juillet 2015 sur Radio-Canada
- Suisse : 12 septembre 2015 sur RTS Un

- États-Unis : 4,78 millions de téléspectateurs[67] (première diffusion)
- Québec : 606 000 téléspectateurs[68] (première diffusion + différé 7 jours)
- France : 470 000 téléspectateurs[69](première diffusion en clair)

- Sebastian Pigott (Lyman Ellis)
- Gina Torres (Natalie Waters)
- Ed Quinn (James Allen)
- Sarah Lancaster (April)
- Trenton Rostedt (Wes Perkins)
- Joanna Sotomura (Phoebe)
- Paul Sanchez (Officer Vasquez)
- Jeffrey David Anderson (Officer Schaefer)
- Pilar Holland (Reporter)

### Épisode 17:Le Cycle infernal
- États-Unis /  Canada : 22 mars 2015 sur ABC / City
- France : 
  - 29 mars 2015 sur Canal+ Séries (en VOSTF)
  - 19 juillet 2015 sur Canal+ Family (en VF)
  - 5 avril 2016 sur NT1
- Québec : 4 août 2015 sur Radio-Canada
- Suisse : 19 septembre 2015 sur RTS Un

- États-Unis : 4,42 millions de téléspectateurs[70] (première diffusion)
- Québec : 599 000 téléspectateurs[71] (première diffusion + différé 7 jours)
- France : 500 000 téléspectateurs[72](première diffusion en clair)

- Gail O'Grady (Stevie Grayson)
- Josh Pence (Tony Hughes)
- Lucinda Jenney (Judge Leanne Knowles)
- Bradley White (George Easton)
- Ed Quinn (James Allen)
- Jeffrey David Anderson (Officer Schaefer)
- Tim Powell (Alexander Strouse)
- Maria McCann (Doctor)
- Christopher Allen (EMT)
- Liz Jenkins (Lab Tech)

### Épisode 18:Clarification
- États-Unis /  Canada : 29 mars 2015 sur ABC / City
- France : 
  - 5 avril 2015 sur Canal+ Séries (en VOSTF)
  - 26 juillet 2015 sur Canal+ Family (en VF)
  - 12 avril 2016 sur NT1
- Québec : 11 août 2015 sur Radio-Canada
- Suisse : 19 septembre 2015 sur RTS Un

- États-Unis : 4,22 millions de téléspectateurs[73] (première diffusion)
- Québec : 597 000 téléspectateurs[74] (première diffusion + différé 7 jours)
- France : 530 000 téléspectateurs[75](première diffusion en clair)

- Courtney Love (White Gold)
- Josh Pence (Tony Hughes)
- Christopher Wiehl (Kevin Hunter)

Ben est prêt à être promu lieutenant. Louise est rentrée de l'enterrement de son frère et de retour chez Nolan. Elle lui dit qu'elle veut un bébé. Victoria veut baptiser la nouvelle aile de l'hôpital, Daniel Grayson mais le conseil de ne veut pas. Emily pousse à reconsidérer la décision mais ça ne fonctionne pas. Le conseil a même trouvé d'autres mécènes, l'argent de Victoria n'y changera rien. L'assistant social de Jack invite Nolan à diner. Victoria menace Ben de lui faire rater sa promotion s'il ne l'aide pas pour faire tomber Emily. Victoria veut voir le rapport d'enquête de Lyman, Ben le lui montre. Emily soumet à Jack un autre scénario pour le jour où a été tué Daniel. Mais la mère de Jack ne veut pas que Jack change sa version à la police et Jack a peur des représailles de la justice. Victoria rend visite à Louise pour trier les affaires de Lyman mais Louise refuse et rejette Victoria car elle sait que c'est par intérêt. Sur la plage, Nolan et Tony font plus ample connaissance, mais Nolan ralentit les choses entre eux. Le frère de Ben, Kevin est arrivé : ils font une soirée entre eux et Emily. Nolan rentre de sa soirée et a menti à Louise lui disant qu'il était au club et pas en rendez vous. Louise lui dit que Victoria est passée à la maison mais qu'elle l'a jeté dehors. Elle voit un article sur Nolan en rendez vous avec un homme la veille. Margaux ne veut plus attaquer Emily mais son homme de main a déjà trop avancé dans les investigations. Emily parle de ce qu'elle demande à Jack, à Nolan : redorer le nom de Daniel le jour de sa mort. Nolan lui dit d'arrêter de vouloir faire quelque chose, elle a innocenté son père et c'est l'essentiel. Steevy va voir David pour essayer de convaincre Emily de ne pas faire changer d'avis Jack. Nolan se sent bloqué avec Louise et son histoire avec Tony. Nolan raconte à Jack que Louise a volontairement laissé tomber son frère dans le vide pour le protéger, il trouve Louise non stable et a un peu de pitié pour elle. Louise entend la conversation. Margaux rencontre la personne que son associé a engagé, White Gold, pour la dissuader de ne plus toucher à Emily Thorne sinon elle révélera sa vraie identité. Nolan veut mettre fin à son mariage avec Louise, elle accepte mais n'est pas très convaincue par l'honnêteté de Nolan maintenant qu'elle a entendu ce qui l'a dit sur elle. Emily et Jack se rendent à l'inauguration de l'aile. Jack lui dit qu'il a changé d'avis et est prêt à changer sa version. Dans un bar, Ben et son frère fête sa promotion, à la télé ils voient Emily et Jack plutôt proches. Emily veut faire un discours pour l'ouverture de l'hôpital, le président lui laisse la parole. Emily parle du scandale de la mort de Daniel et dit que le conseil n'a pas voulu appeler l'aile Daniel Grayson, elle dit que la version qu'elle a donné une mauvaise version, que son agresseur était Malcolm Black et qui l'a essayé de la tuer, que Daniel lui a sauvé la vie en voulant s'interposer et a pris la balle. Elle dit que Malcolm Black a essayé de la tuer ce soir là (même si en réalité c'était sa fille), que Daniel l'a sauvée et qu'elle a menti pour sauver sa vie. De plus, à la fin de son discours elle rajoute : Je suis la fille de David Clarke, Je suis Amanda Clarke.

### Épisode 19:Révélations choc
- États-Unis /  Canada : 12 avril 2015 sur ABC / City
- France : 
  - 19 avril 2015 sur Canal+ Séries (en VOSTF)
  - 26 juillet 2015 sur Canal+ Family (en VF)
  - 12 avril 2016 sur NT1
- Québec : 18 août 2015 sur Radio-Canada
- Suisse : 26 septembre 2015 sur RTS Un

- États-Unis : 3,84 millions de téléspectateurs[76] (première diffusion)
- Québec : 645 000 téléspectateurs[77] (première diffusion + différé 7 jours)
- France : 590 000 téléspectateurs[78](première diffusion en clair)

### Épisode 20:Le Feu aux poudres
- États-Unis /  Canada : 19 avril 2015 sur ABC / City
- France : 
  - 26 avril 2015 sur Canal+ Séries (en VOSTF)
  - 2 août 2015 sur Canal+ Family (en VF)
  - 12 avril 2016 sur NT1
- Québec : 25 août 2015 sur Radio-Canada
- Suisse : 26 septembre 2015 sur RTS Un

- États-Unis : 3,9 millions de téléspectateurs[79] (première diffusion)
- Québec : 577 000 téléspectateurs[80] (première diffusion + différé 7 jours)
- France : 600 000 téléspectateurs[81](première diffusion en clair)

### Épisode 21:Le Piège ultime
- États-Unis /  Canada : 26 avril 2015 sur ABC / City
- France : 
  - 3 mai 2015 sur Canal+ Séries (en VOSTF)
  - 2 août 2015 sur Canal+ Family (en VF)
  - 19 avril 2016 sur NT1
- Québec : 1er septembre 2015 sur Radio-Canada
- Suisse : 3 octobre 2015 sur RTS Un

- États-Unis : 4,45 millions de téléspectateurs[82] (première diffusion)
- Québec : 628 000 téléspectateurs[83] (première diffusion + différé 7 jours)
- France : 430 000 téléspectateurs[84](première diffusion en clair)

- Roger Bart (Mason Treadwell)
- Gail O'Grady (Stevie Grayson)
- Clint Carmichael (Chief Kowalski)
- Asante Jones (Fireman)
- Ian Vogt (Fire Marshall)
- Nicola Lambo (Reporter)
- Minerva Garcia (Martinez)
- Al Carabello (Miguel)
- Allen Warchol (Détective Yamada)
- Carmella Riley (Détective Harris)
- Eugene Young (CSI Tech)
- Marc Valera (Officer Peretti)
- Joshua Pence (Tony Hughes)

### Épisode 22:Mise en accusation
- États-Unis /  Canada : 3 mai 2015 sur ABC / City
- France : 
  - 10 mai 2015 sur Canal+ Séries (en VOSTF)
  - 9 août 2015 sur Canal+ Family (en VF)
  - 19 avril 2016 sur NT1
- Québec : 8 septembre 2015 sur Radio-Canada
- Suisse : 3 octobre 2015 sur RTS Un

- États-Unis : 4,82 millions de téléspectateurs[85] (première diffusion)
- Québec : 658 000 téléspectateurs[86] (première diffusion + différé 7 jours)
- France : 460 000 téléspectateurs[87](première diffusion en clair)

- Christa B. Allen (Charlotte Clarke)
- Courtney Love (White Gold)
- Roger Bart (Mason Treadwell)
- Kal Bennett (Simone)
- Tom Amandes (Lawrence Stamberg)
- Stephen Mendel (Judge Moss)
- Angela E. Gibbs (Ada Ganz)
- Dee Baldus (Gail)
- Jayden Lund (Gus)
- Drew Rausch (Daryl)
- Stewart Skelton (Henri)
- Ajarae Coleman (Jail Guard)
- Josh Breeding (Morgue Clerk)
- Cazimir Milostan (Desk Sergeant)

### Épisode 23:Creuser deux tombes
- États-Unis /  Canada : 10 mai 2015 sur ABC[88] / City
- France : 
  - 17 mai 2015 sur Canal+ Séries (en VOSTF)
  - 9 août 2015 sur Canal+ Family (en VF)
  - 19 avril 2016 sur NT1
- Québec : 8 septembre 2015 sur Radio-Canada
- Suisse : 3 octobre 2015 sur RTS Un (4 octobre à 0 h 5)

- États-Unis : 4,80 millions de téléspectateurs[89] (première diffusion)
- France : 500 000 téléspectateurs[90](première diffusion en clair)

- Christa B. Allen (Charlotte Clarke)
- Courtney Love (White Gold)
- Alyvia Alyn Lind (Young Amanda)
- Gail O'Grady (Stevie Grayson)
- Adrienne Barbeau (Marion Harper)
- Jensen Leflore (Young Man)
- Allen Warchol (Detective Yamada)
- John Barbolla (Chief Nelson)
- Tom Amandes (Lawrence Stamberg)
- Stephen Mendel (Judge Moss)
- Angela E. Gibbs (Ada Ganz)
- Tiffany Thomas (Guard)
- George Ketsios (Mascelli)
- Cassandra Relynn (Rothman)
- David Moses (Priest)
- Joseph Will (Surgeon)

Amanda apprend, en prison, que Ben est décédé. Victoria va voir en secret Margaux, Margaux lui donne un passeport et une nouvelle identité. Elle a contacté Charlotte mais elle ne lui a jamais répondu, elle dit à Margaux que le corps qu'elle a fait passer pour le sien était celui de sa mère. Au tribunal, Amanda s'annonce coupable du meurtre de Victoria Grayson. David est étonné de ce qu'a fait Amanda, elle lui apprend en retour la mort de Ben. Nolan et Jack ont un plan si l'un d'eux est arrêté : elle va pouvoir s'évader de la prison car Nolan a un topo de la sécurité des pénitenciers. Amanda va être transférée dans une autre prison. 